# Deutsche Handballmeisterschaft (Frauen) 1971
Für die Endrunde um die 14. deutsche Meisterschaft im Hallenhandball der Frauen hatten sich die Meister der fünf Regionalverbände Süd, Südwest, West, Nord und Berlin qualifiziert. Zunächst wurde ein Vorrundenspiel ausgetragen, dessen Sieger in das Halbfinale einzog. Die beiden Halbfinalsieger bestritten am 18. April 1971 erneut in Kiel (vor 3.000 Zuschauern) das Finale um die deutsche Meisterschaft. Deutscher Meister wurde Holstein Kiel.

## Spielergebnisse

### Vorrunde
- Bayer Leverkusen – TSV GutsMuths Berlin 6:5 n. V.

### Halbfinale
- Holstein Kiel – Bayer Leverkusen 7:6
- 1. FC Nürnberg – PSV Grünweiß Frankfurt 20:10

### Finale
- Holstein Kiel – 1. FC Nürnberg 6:4